# Ольгинка (Росія)
Ольгінка — курортне селище в Туапсинському районі Краснодарського краю. Входить до складу Новомихайлівської міської ради.
Населення села Ольгінка — 1,9 тис. осіб (1999). З селищами при пансіонаті «Ольгінка», будинку відпочинку «Кубань» і санаторія «Агрія», які є окремими населеними пунктами — небагато більше трьох тисяч.
Село розташоване в долинах річки Ту і її притоки Кабан, що впадають в Ольгінську бухту Чорного моря. 
Безпосередньо до села примикають курортні селища, розташовані на мисах Агрія і Грязнова.

## Історія
- Станиця Ольгінська заснована в 1864 році у складі Шапсузького берегового батальйону. Ім'я станиця отримала на честь великої княжни Ольги, дружини великого князя Михайла Олександровича Романова
- У 1870 році після розформування Шапсузького батальйону станиця перетворена в село Ольгінка